# Drożęcin-Lubiejewo
Drożęcin-Lubiejewo – wieś w Polsce położona w województwie podlaskim, w powiecie łomżyńskim, w gminie Piątnica.
| SIMC    | Nazwa       | Rodzaj    |
| ------- | ----------- | --------- |
| 1011224 | Na Cegielni | część wsi |

Wierni kościoła rzymskokatolickiego należą do parafii Znalezienia Krzyża Świętego w Małym Płocku.

## Historia
W latach 1921–1939 wieś leżała w województwie białostockim, w powiecie kolneńskim (od 1932 w powiecie łomżyńskim), w gminie Rogienice.
Według Powszechnego Spisu Ludności z 1921 roku wieś zamieszkiwało 48 osób w 10 budynkach. Miejscowość należała do miejscowej parafii rzymskokatolickiej w m. Mały Płock. Podlegała pod Sąd Grodzki w Stawiskach i Okręgowy w Łomży; właściwy urząd pocztowy mieścił się w m. Mały Płock.
W latach 1975–1998 miejscowość należała administracyjnie do województwa łomżyńskiego.

## Urodzeni w Drożęcinie-Lubiejewie
- Stanisław Barzykowski – polski polityk, pamiętnikarz, wolnomularz, członek Rządu Narodowego Królestwa Polskiego w czasie powstania listopadowego[9].